# Fueled by Ramen
Fueled by Ramen — американский лейбл звукозаписи, основанный Джоном Яником и Винни Фьорелла. Fueled by Ramen является филиалом Warner Music Group, его дистрибьюторы — Warner Music Group и Atlantic Records Group (последний в США).
Джон Яник задумал лейбл ещё будучи учеником средней школы. Поступив во Флоридский университет в Гейнсвилле, он объединился с Less Than Jake и барабанщиком Винни Фьорелла и Fueled by Ramen стала реальностью[стиль]. Название лейбла пошло от лапши Ramen, которой тогда питались создатели ввиду больших вложений на оформление документов.
В 1998 году на Fueled by Ramen группой Jimmy Eat World был выпущен одноимённый EP, пять сборников песен, ставших успехом для лейбла. Тогда Fueled by Ramen построил своё первое офисное помещение в Тампе, штат Флорида. С тех пор они выпустили много альбомов, в том числе в 2003 году альбом группы Fall Out Boy Take This to Your Grave, принёсший золотой статус RIAA.
В 2007 году лейбл открыл офис в центре Манхэттена и в этом же году выпустил альбом Paramore «Riot!», дебютировавший в Top 20 of the US Billboard 200, получив платиновый статус. Второй альбом Panic! at the Disco Pretty. Odd. получил аналогичный успех, дебютировав на второй строчке чарта Billboard 200, продав более 139 000 копий в первую неделю, и также недавно получив платиновый статус. В конце 2009 года Paramore был записан третий студийный альбом Brand New Eyes дебютировавший на второй строчке, продажа которого составила 175 000 копий в первую неделю, что делает его самым быстро продаваемым альбомом в истории лейбла.